# Politikåret 1856

## Händelser
- 7 maj – Henry Sewell tillträder som Nya Zeelands första premiärminister.[1]
- 20 maj – William Fox efterträder Henry Sewell som Nya Zeelands premiärminister.[1]
- 2 juni – Edward Stafford efterträder William Fox som Nya Zeelands premiärminister.[1]
- 8 september – Elias Lagerheim efterträder Gustaf Algernon Stierneld som Sveriges utrikesstatsminister.[2]
- 25 september – Claës Günther efterträder Gustaf Sparre som Sveriges justitiestatsminister.[2]
- 19 oktober – Carl Georg Andræ efterträder Peter Georg Bang som Danmarks konseljpresident.[3]

## Födda
- 3 augusti – Alfred Deakin, australisk politiker, premiärminister 1903–1904, 1905–1908 och 1909–1910.

### Fotnoter
1. 1 2 3  ”New Zealand” (på engelska). World Statesmen. http://www.worldstatesmen.org/New_Zealand.htm. Läst 1 augusti 2015.
2. 1 2  ”Sweden” (på engelska). World Statesmen. http://www.worldstatesmen.org/Sweden.html. Läst 29 juli 2015.
3. ↑  ”Denmark” (på engelska). World Statesmen. http://www.worldstatesmen.org/Denmark.html. Läst 29 juli 2015.